# 謝弗勒山
47°16′34.11″N 9°23′27.83″E / 47.2761417°N 9.3910639°E

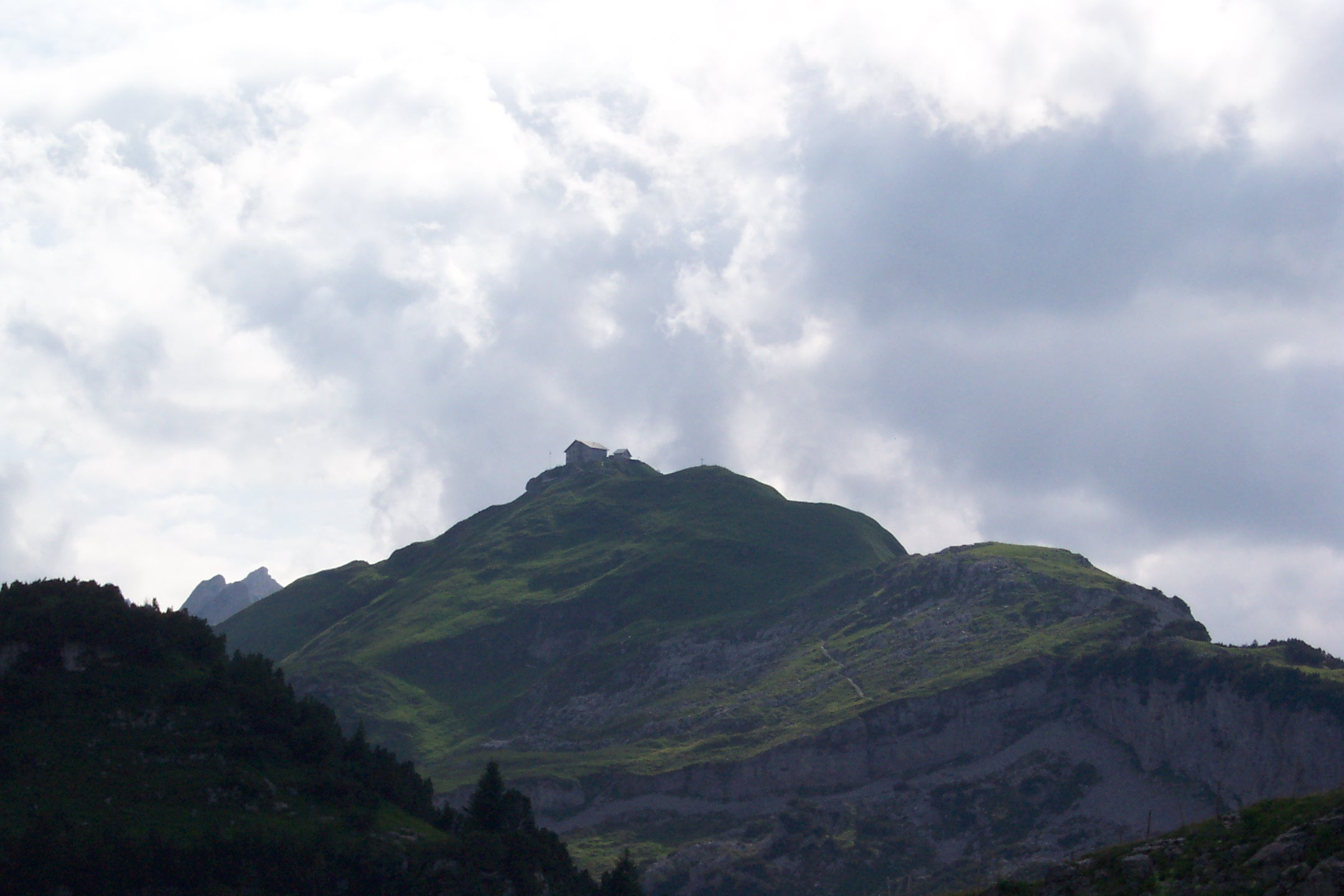

謝弗勒山（德語：Schäfler），是瑞士的山峰，位於該國東北部，由內阿彭策爾州負責管轄，屬於阿爾卑斯坦山脈的一部分，距離阿爾特納普蒂姆山0.9公里，海拔高度1,925米。